# Джинджер Фіш
Кеннет Роберт Вілсон (народився 28 вересня 1966 р.), відоміший як Джинджер Фіш — американський музикант, колишній барабанщик гурту Marilyn Manson, у складі якого він перебував з 1995 по 2011 р. Його сценічне ім'я сформоване поєднанням імен кіноактриси Джинджер Роджерс та серійного вбивці Альберта Фіша. Наразі музикант є барабанщиком групи Роба Зомбі.

## Ранні роки
Кеннет Роберт Вілсон народився у Фремінгемі, штат Массачусетс, у родині музикантів. У нього є два брати, молодший і старший, обоє одружені. Батько Кеннета гастролював з Френком Сінатрою, а мати була танцівницею. Через роботу батьків Вілсон у дитинстві багато подорожував, найбільше часу він провів у Лас-Вегасі, де закінчив середню школу Чеперрал..
Кеннет почав грати на барабанах у другому класі. Він також входив до шкільного маршового оркестру. Своє навчання Вілсон продовжив в Університеті Невади, де він вивчав музику.

## Музична кар'єра
Джинджер більш відомий як учасник гурту Marilyn Manson. Музикант також взяв участь у записі альбому Tonight the Stars Revolt! групи Powerman 5000. У 2004 році Фіш зламав ключицю під час телевізійного виступу в Німеччині, тому місце ударника в турне 2004–2005 років зайняв Кріс Вренна. У цей час Джинджер заснував власну групу Martyr Plot. З 2010 р. музикант почав грати VJ/DJ-сети в клубах США. У відеокліпі гурту Tenacious D «Roadie» Вілсон знявся у ролі барабанщика.
24 лютого 2011 р. Вілсон повідомив, що він покидає Marilyn Manson. Цього ж року ударник Джоі Джордісон не зміг виступати з Робом Зомбі, оскільки він був у Великій Британії зі своєю групою Murderdolls. Роб зазначив на своєму сайті: «Джинджер допоможе нам відіграти кілька розігрівальних концертів, після чого в Англії Джоі Джордісон знову приєднається до нас, щоб відіграти наш наступний тур». Проте 22 квітня було оголошено, що музикант став повноцінним учасником групи, в якій також грає інший колишній член Marilyn Manson Джон 5.